# Bob Menendez

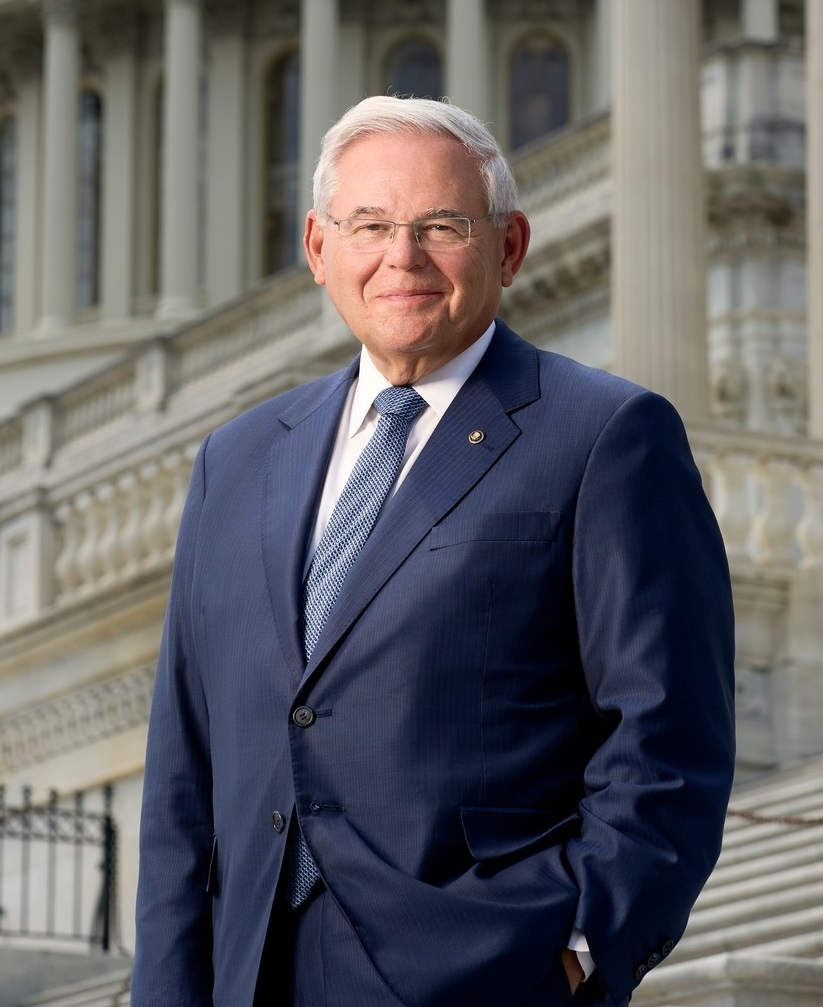
Bob Menendez (2022)

Robert „Bob“ Menendez (* 1. Januar 1954 in New York City) ist ein amerikanischer Politiker der Demokratischen Partei, der den Bundesstaat New Jersey von Januar 2006 bis August 2024 im US-Senat vertrat. Er ist der erste hispanische Senator aus New Jersey und saß von 2013 bis 2015 sowie von 2021 bis 2023 dem Senatsausschuss für Außenpolitik vor. Nachdem die Demokraten im Januar 2021 die Mehrheit im Senat zurückgewonnen hatten, saß er diesem Ausschuss wieder vor (bis September 2023). Zuvor war er von 1993 bis 2006 Mitglied des US-Repräsentantenhauses. Ein Gerichtsverfahren wegen des Verdachts auf Korruption wurde 2018 eingestellt. Im September 2023 wurde er erneut von der US-Staatsanwaltschaft angeklagt und am 16. Juli 2024 für schuldig befunden.

## Familie, Ausbildung und Beruf
Menendez ist der Sohn kubanischer Einwanderer, die 1953 aufgrund ihrer Unzufriedenheit mit der Batista-Regierung nach New York geflohen waren. Sein Vater war Tischler, seine Mutter Schneiderin. Er wuchs in Union City, New Jersey auf, wo er auch seinen Abschluss an der Union Hill High School machte und Präsident der Abschlussklasse war. Als erster seiner Familie besuchte er das College (Saint Peter’s College), das er 1976 mit dem Bachelorgrad in Politikwissenschaft beendete. Anschließend besuchte er die Law School der Rutgers University, an der er 1979 den Juris Doctor erlangte. 1980 wurde er in die Anwaltskammer New Jerseys aufgenommen und nahm daraufhin seine Arbeit in einer privaten Kanzlei auf.
Menendez heiratete 1976 Jane Jacobsen, eine Lehrerin aus Union City. Aus dieser Ehe, die 2005 geschieden wurde, gingen zwei Kinder hervor, darunter der gleichnamige Sohn Rob Menendez, der seit 2023 für den achten Kongresswahlbezirk von New Jersey, der aus dem von Menendez vertretenen 13. Kongresswahlbezirk hervorging, im Repräsentantenhaus sitzt. 2013 heiratete er Alicia Mucci.

## Politische Laufbahn
Menendez begann seine politische Laufbahn während des Studiums, als er 1974 in die Aufsichtsbehörde für das Bildungswesen von Union City gewählt wurde (Board of Education). Er gehörte dem Gremium vier Jahre lang an. Nachdem er bei der Bürgermeisterwahl in dieser Stadt 1982 noch unterlegen war, gewann er die Wahl 1986 und war bis 1992 Bürgermeister von Union City. Gleichzeitig gehörte er dem Staatsparlament New Jerseys an, von 1987 bis 1991 als Mitglied der General Assembly, von 1991 bis 1993 als Mitglied des Senats.
Bei der Wahl 1992 wurde Menendez zum Nachfolger des nicht mehr antretenden Frank Joseph Guarini ins US-Repräsentantenhaus gewählt, nachdem der ohnehin für Demokraten günstig strukturierte Wahlbezirk durch Neuziehung der Grenzen („Redistricting“) eine starke hispanische Dominanz erhalten hatte. Von Januar 1993 bis Januar 2006 vertrat Menendez den 13. Kongresswahlbezirk New Jerseys im Kongress. In seiner Zeit im Repräsentantenhaus stieg Menendez schnell in die Führung der demokratischen Fraktion auf, als er 1999 zum Vizevorsitzenden des House Democratic Caucus, damals die vierthöchste Position bei den Demokraten, und 2003 zum Vorsitzenden des House Democratic Caucus, weshalb er damals der dritthöchste Demokrat nach House Minority Leader Nancy Pelosi und House Minority Whip Steny Hoyer im Repräsentantenhaus war, gewählt wurde. Im Januar 2006 wurde er vom ehemaligen US-Senator und neu gewählten Gouverneur New Jerseys, Jon Corzine, ernannt, dessen bisherigen vakanten Sitz im Senat zu übernehmen. Bei der regulären Senatswahl im November 2006 gewann Menendez klar gegen seinen republikanischen Kontrahenten Tom Kean und siegte auch bei der folgenden Wahl 2012 mit 59 Prozent der Stimmen über seinen republikanischen Herausforderer Joe Kyrillos (39 Prozent).
Von Januar 2013 bis Januar 2015 war Menendez in der Nachfolge des zum Außenminister ernannten John Kerry Vorsitzender des wichtigen Senatsausschusses für Außenpolitik. Mit dem Machtwechsel zu den Republikanern im Senat nach der Wahl im November 2014 übernahm der Republikaner Bob Corker den Vorsitz des Ausschusses im Januar 2015. Menendez blieb Mitglied des Ausschusses und führte die dortigen Demokraten zunächst in dessen Führungsriege an („ranking member“), zog sich aber Ende März 2015 wegen Korruptionsermittlungen aus dieser Leitungsfunktion zurück und wurde durch Ben Cardin ersetzt.
Nachdem das Korruptionsverfahren gegen Menendez eingestellt worden war, gab er Ende März 2018 bekannt, bei der Wahl im November wieder für seinen Senatssitz anzutreten. In der ersten Umfrage der Monmouth University führte Menendez mit 53 zu 21 Prozent gegen seinen republikanischen Herausforderer, den Pharmaunternehmer Bob Hugin. Demnach hatte Menendez Zustimmungswerte von 37 zu 38 Prozent – deutlich weniger als in früheren Wahlkämpfen –, sein Herausforderer lag bei 28 zu 35. 76 Prozent der Wähler des Bundesstaates waren sich demnach dessen bewusst, dass Menendez ein Korruptionsverfahren hinter sich hatte, und 51 Prozent sagten, dass das ihre Wahlentscheidung gegen Menendez beeinflusse. Während Hugin im Lauf des Wahlkampfs 36 Millionen Dollar aus eigenem Vermögen einsetzte, sanken die Zufriedenheit der Wähler mit Menendez und dessen Umfragewerte weiter, sodass Beobachter kurz vor der Wahl mit einem knappen Ergebnis rechneten. Menendez setzte sich mit 53,1 zu 43,7 Prozent der Stimmen durch und trat am 3. Januar 2019 ein weiteres sechsjähriges Mandat an.

## Positionen

### Außenpolitik
Im außenpolitischen Fragen gilt Menendez als eher konservativ und interventionistisch orientiert und stimmte häufig mit seinen republikanischen Kollegen, stimmte aber 2002 gegen die Autorisierung des Irakkriegs. Im Juni 2014 fordert Menendez ein Eingreifen der Vereinigten Staaten in den Bürgerkrieg in Syrien. Im Krieg in der Ukraine forderte er im August 2014 während eines Besuchs in Kiew als Reaktion auf den Vormarsch der Separatisten, die USA, die Europäische Union und die NATO sollten die Ukraine mit Waffen beliefern. Als zweiter US-Senator der Demokraten erklärte Menendez im August 2015, dass er sich gegen die von Präsident Obama mitgetragene internationale Verhandlungslösung im Streit um das iranische Atomprogramm stelle.
Menendez lehnte im Ausschuss für Außenpolitik im April 2018 den von Präsident Trump als Außenminister nominierten Mike Pompeo ab.

### Innenpolitik
In der Innen- und Umweltpolitik ist Menendez deutlich progressiver. Er unterstützt das Recht von Frauen zum Schwangerschaftsabbruch (Pro-Choice) und die Öffnung der Ehe für Homosexuelle. Menendez war 2013 einer der führenden Köpfe („Gang of Eight“) für eine überparteiliche, umfassende Einwanderungsreform, die zwar die Zustimmung des Senats erhielt, jedoch am Widerstand des Repräsentantenhauses scheiterte.

## Korruptionsverfahren
Im Herbst 2012 geriet Menendez in die Schlagzeilen wegen des Verdachts, minderjährige Prostituierte in der Dominikanischen Republik aufgesucht zu haben und dass er sich Flüge dorthin von einem Augenchirurgen bezahlt haben lassen soll, dem er im Gegenzug geschäftliche Vorteile verschafft habe. Die Aussagen der Prostituierten stellten sich jedoch als offenbar gekauft heraus, weshalb das FBI gegen den unbekannten Geldgeber ermittelte.
Anfang April 2015 wurde Menendez wegen Korruption angeklagt. Er wurde beschuldigt, dem befreundeten Augenchirurgen illegal Visa beschafft und bei der Beilegung einer drohenden Strafzahlung geholfen zu haben. Dafür soll Menendez fast eine Million US-Dollar angenommen haben. Nachdem der Supreme Court im März 2017 Menedez’ Bitte auf dortige Anhörung abgelehnt hatte, wurde das Gerichtsverfahren gegen ihn im September angesetzt. Nach elfwöchiger Verhandlung erklärte der Richter am 16. November 2017, wegen eines Patts der Geschworenen könne es nicht zu einem Urteil kommen („mistrial“). Das Verfahren endete ergebnislos. Die Entscheidung über weitere Schritte lag bei der Regierung. Nachdem ein Bundesrichter sieben von 18 Anklagepunkten zurückgenommen hatte, zog das Justizministerium am 31. Januar 2018 alle Anschuldigungen zurück und beendete damit das Verfahren. Gegen Menendez blieb eine Ethikuntersuchung des US-Senats zur Annahme von Geschenken anhängig.
Am 22. September 2023 erfolgte eine erneute Anklage und Hausdurchsuchung. Ihm und seiner Ehefrau wurde vorgeworfen, drei Geschäftsleuten wirtschaftliche Vergünstigungen verschafft bzw. sie vor Strafverfolgung bewahrt und die ägyptische Regierung mit sensiblen Informationen versorgt zu haben. Im Gegenzug soll er Bargeld und Edelmetalle wie Goldbarren und einen Mercedes-Benz C-Klasse Cabriolet im Gesamtwert von mehreren Hunderttausend US-Dollar erhalten haben. 
Menendez trat am Tag der Anklageerhebung vom Vorsitz des Senatsausschusses für Außenpolitik zurück. Er bestritt alle Vorwürfe der Korruption und stellte sie als politisch motivierte Schmutzkampagne dar.
Am 16. Juli 2024 wurde er von den 12 Geschworenen in New York in allen 16 Anklagepunkten für schuldig gesprochen, darunter Bestechlichkeit, Betrug, Erpressung und die Verschwörung eines Amtsträgers zur Tätigkeit als ausländischer Agent. Die Jury kam zu dem Entschluss, dass er seinen politischen Einfluss im Sinne der Regierungen Ägyptens und Katars nutzte, um im Gegenzug Schmiergeld und Luxusgüter zu erhalten. Er ist damit der siebte US-Senator, der wegen einer solchen Straftat verurteilt wurde. Verschiedene Politiker der Demokratischen Partei forderten ihn auf, sein Mandat als Senator niederzulegen. Einen Tag nachdem das Ethik-Komitee des Senats zu Beratungen über seinen Ausschluss aus dem Senat zusammengetreten war, kündigte Menendez am 24. Juli 2024 seinen Rücktritt vom Senatorenamt zum 20. August 2024 an. Nachdem Menendez Berufung einlegt hatte, wurde das Urteil am 28. Januar 2025 bestätigt. Er muss eine Haftstrafe von elf Jahren antreten.